# Kecamatan Parigi (distrikt i Indonesien, Sulawesi Tengah)
Kecamatan Parigi är ett distrikt i Indonesien.   Det ligger i provinsen Sulawesi Tengah, i den centrala delen av landet, 1 600 km öster om huvudstaden Jakarta.